# Urola
Der Urola ist ein Fluss im spanischen Baskenland. Er entspringt in der Sierra de Aitzkorri in der Provinz Gipuzkoa und mündet bei Zumaia in den Golf von Biskaya. Seine Länge beträgt 51,5 km.